# Hohenselchow
Hohenselchow ist eine Ortschaft in der Gemeinde Hohenselchow-Groß Pinnow im brandenburgischen Landkreis Uckermark. Sie erstreckt sich auf einem flachwelligen Grundmoränengebiet, etwa 7 km westlich der Stadt Gartz (Oder) und der Westoder.

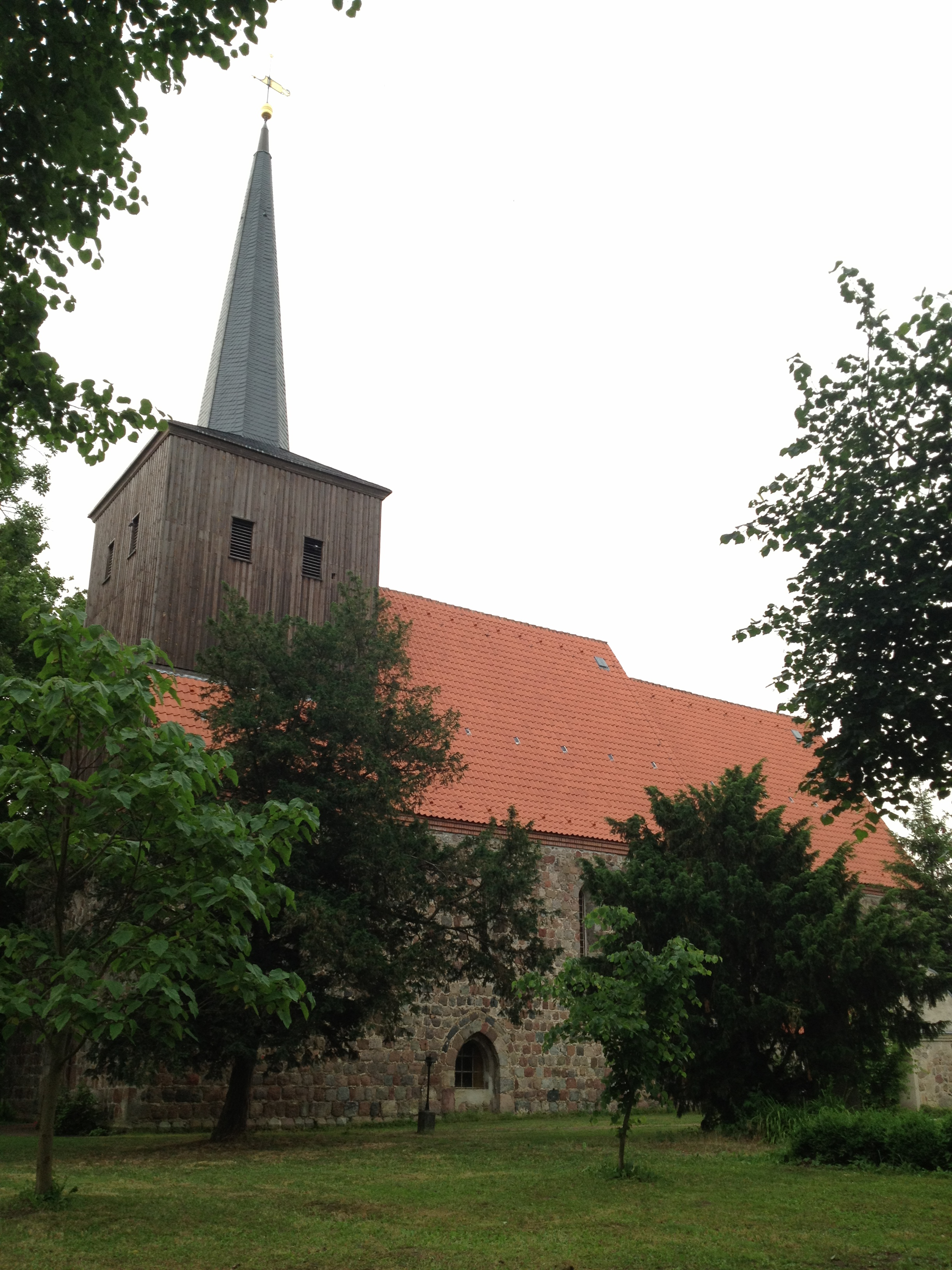
St.-Johannes-Kirche zu Hohenselchow

## Geschichte
In der heimatkundlichen Literatur wird die Erwähnung eines Dorfes Celakow in einer Urkunde des pommerschen Herzogs Barnim I. aus dem Jahre 1240 auf Hohenselchow bezogen. Laut dem Bearbeiter des Pommerschen Urkundenbuches war mit Celakow jedoch das Dorf Züllchow nördlich von Stettin gemeint.
Die erste überlieferte Erwähnung des Dorfes stammt somit aus dem Jahre 1259, als ein Pleban Roleco in Selcho als Urkundenzeuge auftrat. Von Seleschow oder Selychow (1309) wandelte sich der Ortsname bis Ende des 16. Jahrhunderts auf Hohen-Sellischow und später Hohen-Selchow ab.
Die Dorfkirche verfügt über nach wie vor intakte Glocken aus den Jahren 1671 und 1734. Im Dreißigjährigen Krieg wurden sowohl die Kirche als auch das gesamte Dorf in Mitleidenschaft gezogen. Zunächst war das verlassene Dorf weitgehend wüst geworden, bis 1680 der Hauptmann Boislacv mit einem Wiederaufbau begann. Im Jahr 1847 begann durch einen Lehrer der Schulunterricht in Hohenselchow, nachdem wenige Jahre zuvor bereits ein Schulhaus mit zwei Schulzimmern und zwei Wohnungen entstanden war.
Hohenselchow war Gutsort, gehörte lange der aus der Region Stralsund stammenden Patrizierfamilie Hagemeister. Johann Hagemeister (1576–1638) war herzoglich pommerscher Hofrat und Gerichtsdirektor, Geheimer und Kammerrat, Erbherr auf Hohenselchow und Keesow. Er war verheiratet mit Margarethe Schwallenberg. Ihre älteste Tochter heiratete Elisabeth Regina ehelichte Johann Nicodemus Ahus, geadelt als Johan von Lillieström. Ihre andere Tochter Margaretha Sophia ehelichte Johann Georg Albinus, ebenfalls nobilitiert als von Weißenfels. Das Erbe auf Hohenselchow trat Johann Christoph von Hagemeister an, wie die genealogische Forschung schreibt: „Von Bogislaw XIV. mit dem Gute Hohenselchow bei Gartz a. d. Oder belehnt, wurde die Familie stillschweigend in den Adel aufgenommen.“ Der Sohn des Vorgenannten, Carl Christoph von Hagemeister (1654–1722), dann dessen Bruder Sebastian Heinrich, vermählt mit Juliane Tugendreich von Wulffen-Cunow, sind die nächsten Gutsherren. Hinzugekommen ist der Besitz Heinrichshof. Regierungsrat Hans Andreas von Hagemeister auf Hohenselchow ehelicht Barbara Sophie von Massow, Tochter des Kriegsministers Kaspar Otto von Massow. Ihr Sohn Johann Otto Heinrich von Hagemeister stirbt zwanzigjährig als Student in Halle a. S. So geht der Besitz an die Familie von Massow. Deren erster Vertreter vor Ort war der Neffe, der spätere Landesdirektor Carl von Massow. Massow gründete eine Hohenselchower Familienstiftung. Da eine Schwester durch Scheidung in finanzielle Schwierigkeiten geriet, wurde 1843 schließlich die Bindung der Stiftung aufgehoben und das Gut zum Verkauf schon vorher freigegeben.
Um 1900 war der Kaiserliche Gesandte und erbliches Mitglied des Preußischen Herrenhauses Wilhelm Heinrich Graf von Redern (1842–1909) Grundbesitzer auf Hohenselchow, mit Hauptwohnsitz auf Schloss Görlsdorf in der Uckermark. Er hatte seine 1151 ha verpachtet an A. Doeleke. Der Graf war verheiratet mit Marie Gräfin Lichnowsky, Palastdame (kath.) der Deutschen Kaiserin.
Hohenselchow bildete bis 1939 eine Gemeinde im Kreis Randow in der preußischen Provinz Pommern, im Jahre 1871 zählte es 993 Einwohner, im Jahre 1933 konkret 903 Einwohner und im Jahre 1939 nur noch 825 Einwohner. Bei der Auflösung des Kreises Randow im Jahre 1939 kam Hohenselchow zum Kreis Greifenhagen. Im letztmals amtlich publizierten Landwirtschaftlichen Adressbuch für Pommern besitzt Elisabeth Gräfin von Redern das Rittergut, mit einer Größe von 747 ha, davon 495 ha Ackerflächen. Im Mittelpunkt des Betriebes stand die Rindviehwirtschaft mit 290 Tieren in den Ställen. Das Gut war verpachtet an Marie-Luise Doeleke, Verwalter Werner Doeleke. Im Ort gibt es sieben größere Bauernhöfe, zuzüglich den Höfen im Ausbau, an der Spitze Großbauer M. Kremzow. Grafin Redern (1890–1953) lebte zumeist in Berlin und nach der Enteignung zuletzt mit ihren Schwestern in Köln.
Nach dem Zweiten Weltkrieg lag Hohenselchow in der SBZ und später in der DDR. Dem Zweiten Weltkrieg fielen 60 % von Hohenselchow zum Opfer; es kam beinahe zum Einsturz des Kirchturms. Dieser wurde schließlich 1949 mithilfe von Traktoren niedergelegt. Mitte der 1990er Jahre konnte dann ein neuer Holzturm errichtet werden, der jetzt wieder, weithin sichtbar, die Silhouette des Dorfes prägt.
Die ersten LPGs des Typs III entstanden 1951. Über die Jahreswende 1960/61 bereicherten eine neue Schule und ein Kindergarten das Bildungsangebot. Das alte Schulhaus von 1841 wurde abgerissen und stattdessen eine neue Turnhalle gebaut.
Am 26. Oktober 2003 schlossen sich Hohenselchow und Groß Pinnow zur neuen Gemeinde Hohenselchow-Groß Pinnow zusammen.